# Bain-de-Bretagne
Bain-de-Bretagne é uma comuna francesa na região administrativa da Bretanha, no departamento Ille-et-Vilaine. Estende-se por uma área de 64,9 km². Em 2010 a comuna tinha 7 498 habitantes (densidade: 115,5 hab./km²).